# Radical 44
Le radical 44 (尸), qui signifie le cadavre, est un des 31 des 214 radicaux chinois répertoriés dans le dictionnaire de Kangxi composés de trois traits.
Le caractère Unicode de 尸 est 5C38.

## Caractères avec le radical 44
| nombre de traits          | caractères                 |
| ------------------------- | -------------------------- |
| Sans trait supplémentaire | 尸                         |
| 1 traits supplémentaires  | 尹 尺                      |
| 2 traits supplémentaires  | 尻 尼                      |
| 3 traits supplémentaires  | 尽                         |
| 4 traits supplémentaires  | 尾 尿 局 屁 层 屃          |
| 5 traits supplémentaires  | 屄 居 屆 屇 屈 屉 届       |
| 6 traits supplémentaires  | 屋 屌 屍 屎                |
| 7 traits supplémentaires  | 屐 屑 屒 屓 屔 展 屖 屗 屘 |
| 8 traits supplémentaires  | 屏 屙 屚 屛 屜 屝 屠       |
| 9 traits supplémentaires  | 属 屟 屡                   |
| 11 traits supplémentaires | 屢 屣 層                   |
| 12 traits supplémentaires | 履 屦 屧                   |
| 14 traits supplémentaires | 屨                         |
| 15 traits supplémentaires | 屩 屪                      |
| 16 traits supplémentaires | 屫                         |
| 18 traits supplémentaires | 屬                         |
| 21 traits supplémentaires | 屭                         |